# Ananya Panday
Ananya Panday est une actrice indienne née le 30 octobre 1998 à Bombay.

## Biographie
Ananya est la fille de Bhavana Pandey et de l'acteur Chunky Panday (en),.
En 2020, elle reçoit le Filmfare Award du meilleur espoir féminin pour son rôle dans le teen movie Student of the Year 2 (en).